# 리리아와 트레이즈
《리리아와 트레이즈》(일본어: リリアとトレイズ)는 키노의 여행, 앨리슨의 작가 시구사와 케이이치가 쓴 라이트 노벨으로, 앨리슨의 후속작이다. 여자주인공 리리아와 남자주인공 트레이즈가 겪는 흥미진진한 모험을 다루는 이야기이다. 총 6권으로 완결되었고, 일본에는 전격문고, 대한민국에는 NT 노벨을 통해 출간되었다. 《앨리슨》은 이 작품의 전작으로 등장인물의 부모들이 어렸을 적 이야기이다. 두 작품을 합친 애니메이션 《앨리슨과 리리아》가 2008년 4월부터 방영된다.

## 등장인물
- 리리아 슐츠: 1권에서 15살로 등장하고 나중에 16살이 된다. 리리아는 애칭이고 원래 이름은 리리아느 아이카시아 코러슨 위팅턴 슐츠이다. 전작 앨리슨의 주인공인 빌과 앨리슨의 딸이다. 외모는 어머니를 닮았는데 머리색은 빌과 같다. 베젤어를 유창하게 하고 비행기를 몰 줄 안다. 트레이즈의 정체를 모르고 있다.

- 트레이즈: 1권에서 16살로 등장한다. 피오나와 베네딕트의 아들. 쌍둥이 여동생 메리엘이 있다. 베젤어를 유창하게 하고 비행기도 몰 줄 아는데다 이쿠스어까지 할 줄 안다. 수영은 할 줄 모르는데 2권의 사건 이후로 익히게 된다. 리리아를 좋아하는데 고백하지 못하고 있다.

- 앨리슨: 리리아의 어머니이자 전작 주인공. 로크셰 공군 대위. 혼자서 리리아를 키우고 있다.

- 트라바스 소령: 앨리슨과 사귀고 있는 베젤의 특수요원. 실제 정체는 리리아의 아빠이자 앨리슨의 남편인 빌헬름 슐츠. 기차에서 다리밑으로 뛰어내려 실종된 걸로 나오나 5권(딸이 인질로 잡혀있다)과 6권(이제 다시 시작할까)에서 정체가 드러난다.

- 멕: 베젤에 살다 로크셰로 온 전학생. 주인공 리리아의 친구. 핵심 줄거리에는 등장하지 않으나 후속작 《멕과 셀론》의 주연이다.

- 셀론: 5권에서 잠시 지나가는 이름으로 등장하나, 후속작 《멕과 셀론》의 주연이다.

## 출판 목록
- 지음: 시구사와 케이이치
- 그림: 쿠로보시 코하쿠
- 옮김: 김진수

리리아와 트레이즈
1. 그리하여 두 사람은 여행을 떠나기로 했다 (상) - 2006년 9월 15일 (ISBN 89-252-0462-2)
2. 그리하여 두 사람은 여행을 떠나기로 했다 (하) - 2006년 10월 15일 (ISBN 89-252-0463-0)
3. 이쿠스토바에서 가장 긴 날 (상) - 2007년 2월 15일 (ISBN 89-252-0464-9)
4. 이쿠스토바에서 가장 긴 날 (하) - 2007년 5월 10일 (ISBN 978-89-252-0465-9)
5. 나의 왕자님 (상) - 2008년 1월 15일 (ISBN 89-252-2299-X)
6. 나의 왕자님 (하) - 2008년 3월 15일 (ISBN 89-252-2492-5)

## 같이 보기
- 앨리슨
- 멕과 셀론